# バブル・ガング
『バブル・ガング』(英語: Bubble Gang）は、フィリピンのスケッチコメディテレビドラマ。GMAネットワークで1995年10月20日に初公開された。